# Comuna Zaricicea, Korsun-Șevcenkivskîi
Zaricicea (în ucraineană Заріччя) este o comună în raionul Korsun-Șevcenkivskîi, regiunea Cerkasî, Ucraina, formată din satele Mîkolaiivka, Sklîmenți și Zaricicea (reședința).

## Demografie
Componența lingvistică a comunei Zaricicea
     Ucraineană (98,73%)
     Alte limbi (1,18%)
Conform recensământului din 2001, majoritatea populației comunei Zaricicea era vorbitoare de ucraineană (98,73%), existând în minoritate și vorbitori de alte limbi.